# Hyperaspis triangulum
Hyperaspis triangulum är en skalbaggsart som beskrevs av Thomas Casey 1899. Hyperaspis triangulum ingår i släktet Hyperaspis och familjen nyckelpigor. Inga underarter finns listade i Catalogue of Life.